# Nariyuki Masuda
Pour les articles homonymes, voir Masuda (homonymie).
Nariyuki Masuda (増田 成幸, Masuda Nariyuki), né le 23 octobre 1983 à Sendai, est un coureur cycliste japonais.

## Palmarès et résultats

### Palmarès par année
- 2012
  - 2e du championnat du Japon sur route
  - 2e de la Shimano Road Race - Suzuka
- 2013
  - 3e du championnat du Japon sur route
- 2014
  - Tour d'Okinawa
- 2015
  - 2e du championnat du Japon du contre-la-montre
  - 3e du championnat du Japon sur route
- 2016
  - Tour de Hokkaido :
    - Classement général
    - 2e étape

  - Tour d'Okinawa
  - 3e du championnat du Japon du contre-la-montre
- 2017
  -  Médaillé d'argent du championnat d'Asie du contre-la-montre par équipes
- 2018
  - 3e du Tour de Tochigi
- 2019
  -  Champion du Japon du contre-la-montre
  - Tour d'Okinawa
- 2021
  -  Champion du Japon du contre-la-montre
  - Tour du Japon :
    - Classement général
    - 1re étape

  - 2e du championnat du Japon sur route
- 2022
  -  Médaillé d'argent du championnat d'Asie du contre-la-montre
  -  Médaillé d'argent du championnat d'Asie sur route

### Classements mondiaux
| Année                                 | 2005 | 2006 | 2007 | 2008 | 2009 | 2010 | 2011 | 2012 | 2013 | 2014 | 2015 | 2016 | 2017  | 2018  | 2019 | 2020 | 2021 | 2022 | 2023 | 2024  |
| ------------------------------------- | ---- | ---- | ---- | ---- | ---- | ---- | ---- | ---- | ---- | ---- | ---- | ---- | ----- | ----- | ---- | ---- | ---- | ---- | ---- | ----- |
| Classement mondial                    |      |      |      |      |      |      |      |      |      |      |      | 459e | 1054e | 1440e | 271e | 574e | 364e | 246e | nc   | 2150e |
| UCI Asia Tour                         | 177e | nc   | 245e | 213e | nc   | nc   | 127e | 108e |      | 69e  | 147e | 38e  | 148e  | 227e  | 4e   | 16e  | 2e   | 5e   | nc   | nc    |
|                                       |      |      |      |      |      |      |      |      |      |      |      |      |       |       |      |      |      |      |      |       |
| Légende : nc = non classéSource : UCI |      |      |      |      |      |      |      |      |      |      |      |      |       |       |      |      |      |      |      |       |